# (55565) Aya
(55565) Aya és un objecte del cinturó de Kuiper descobert el 10 de gener de 2002 per Michael E. Brown i altres. L'objecte s'inclou dins del grup dels anomenats «altres TNO», en no poder ser classificat dins de les categories existents d'objectes del cinturó de Kuiper, i se situa a una distància mitjana del Sol de 47 ua.
Posseeix un diàmetre d'entre 650 i 750 km, segons les mesures dutes a terme amb el mètode tèrmic usat en el telescopi espacial Spitzer, establint així una albedo inferior a l'esperada. Això ha fet rebaixar els mesuraments inicials, que situaven el diàmetre en més de 900 km.
L'anàlisi espectral de la seva superfície revela una forta tonalitat vermella, cap presència de gel i suggereix l'existència de material orgànic.